# Língua kuy
Kuy, também chamada Kui  ou Kuay (em tailandês:  ภาษากูย; em quemer:  ភាសាកួយ), é uma língua Katuica, parte da família das línguas austro-asiáticas falada pelo povo Kuy do Sudeste asiático
Kuy é falado em Isan, Tailândia por cerca de 300 mil pessoas, em  Saravane, Savannakhet (província) e Sekong do Laos por cerca de 64 mil pessoas; e na Preah Vihear, Stung Treng e Kampong Thom 9província) do norte do Camboja por 15,5 mil.

## Nomes
Variantes ortográficas e variedades incluem o seguinte (Sidwell 2005: 11).
- Kui
- Kuy
- Kuay
- Koay
- Souei O termo "Souei" também é aplicado a outros grupos, como a comunidade das línguas Pearic do Camboja.
- Soai
- Yeu
- Nanhang
- Kouy. Um livro em francês é publicado para esta variante [1]

## Dialetos
Van der haak & Woykos (1987-1988) e Sisaket, no leste da Tailândia, "Kuuy" e "Kuay". A Van der haak & Woykos também identificou as seguintes variedades  divergentes  de Kui na em Sisaket, Tailândia.
- Kui Nhə: Distrito Mueang Sisaket (10 vilas), Phraibung Distrito (5 vilas), Rasisalai Distrito (4 vilas). Cerca de 8 mil pessoas.
- Kui Nthaw (Kui M'ai) Rasisalai Distrito] (5 vilas), Uthumphon Phisai Distrito (9 vilas). Todas vilas misturadas com Lao/Isaan.
- Kui Preu Yai: Prue Yai SubDistrito, Khukhan Distrito. Possivelmente uma migração tardia da área Mlu Prei do Camboja.

Mann & Markowski (2005) relataram os quatro dialetos Kuy falados no centro-norte do Camboja.
- Ntua
- Ntra: inclui os subdialetos Auk de Wa
- Mla: 567 speakers in the single vilas of Krala Peas, [[Choam Khsant Distrito|Choam Ksan Distrito, [[Preah Vihear Province
- "Thmei"

Uma variedade de Kui / Kuy chamada  'Nyeu'  ( ɲə ) é falada nas vilas de Ban Phon Kho, Ban Khamin, Ban Nonkat, Ban Phon Palat e Ban Prasat Nyeu na província de Sisaket. Tailândia. Os Nyeu de Ban Phon Kho afirmam que seus ancestrais migraram de Muang Khong, Rasi Salai Distrito, província de Sisaket.
Na província de Buriram, Kuy é falado nos 4 Distritos: Nong Ki , Prakhon Chai, Lam Plai Mat e Nong Hong Distrito (Sa-ing Sangmeen 1992:14). Dentro de Nong Ki Distrito, as Kuy vilas estão localizadas na parte sul de Yoei Prasat (เย้ย ปราสาท) SubDistrito e na parte ocidental de Mueang Phai (เมือง ไผ่) SubDistrito (Sa-ing Sangmeen 1992: 16).

## Locais
A seguinte lista de locais de Kuy vilas na província de Sisaket é de Van der haak & Woykos (1987-1988: 129). Os asteriscos (colocados antes dos nomes das vilas) denotam vilas etnicamente mistas, nas quais as pessoas de etnia Kuy residem com pessoas de etnias Lao ou Khmer.

### Kui Nhə
- Mueang Sisaket Distrito|Mueang Distrito เมือง
  - Tambon Phonkho โพนค้อ: Phonkho โพนค้อ, Nong, Yanang, Klang, Non
  - Tambon Thum ทุ่ม: Khamin
- Phayu Distrito พยุห์
  - Tambon Phayu พยุห์: *Nongthum
  - Tambon Phromsawat พรหมสวัสดิ์: Samrong, Khothaw
  - Tambon Nongphek โนนเพ็ก: *Khokphek โคกเพ็ก
- Phraibung Distrito ไพรบึง
  - Tambon Prasatyae ปราสาทเยอ: Prasatyaenua ปราสาทเยอเหนือ, Prasatyaetai ปราสาทเยอใต้, Khawaw, Phonpalat, Cangun
- Rasi Salai Distrito ราษีไศล
  - Tambon Mueangkhong เมืองคง: Yai ใหญ่
- Sila Lat Distrito ศิลาลาด
  - Tambon Kung กุง: Kung กุง, Muangkaw เมืองเก่า, *Chok

### Kui Nthaw/M'ai
All Kui Nthaw/M'ai lvivem em vilas mistas.
- Rasi Salai Distrito|Rasisalai Distrito ราษีไศล
  - Tambon Nong Ing หนองอึ่ง: *Tongton, *Huai Yai ห้วยใหญ่, *Dnmuang, *Kokeow, *Hang
- Uthumphon Phisai Distrito อุทุมพรพิสัย
  - Tambon Khaem แขม: *Phanong, *Sangthong, *Sawai, *Nongphae, *Phae
- Pho Si Suwan Distrito โพธิ์ศรีสุวรรณ
  - Tambon Naengma หนองม้า: *Nongma หนองม้า, *Songhong, *Songleng, *Nongphae

### Kuay Prue Yai
- Khukhan Distrito ขุขันธ์
  - Tambon Prueyai ปรือใหญ่: Preu Yai, Makham, Pruekhan, e 20 vilas